# Allobates chalcopis
Allobates chalcopis (Kaiser, Coloma & Gray, 1994) è un anfibio anuro appartenente alla famiglia degli Aromobatidi.

## Etimologia
L'epiteto specifico, dal greco "calkvpiz", «dagli occhi di rame», è stato scelto per caratterizzare la
specie per la tonalità distintiva della parte superiore dell'iride.

## Distribuzione e habitat
È endemica del monte Pelée in Martinica. Si trova a 500 metri di altitudine sul versante sud-est.